# 堺井秀雄
堺井 秀雄（さかい ひでお、 1909年6月16日 - 1996年6月3日）は、兵庫県芦屋市出身 のサッカー選手、会社役員。

## 人物
幼少期は兵庫県神戸市で過ごした。関西学院高等商業学部（現在の関西学院大学商学部）に入学 して、サッカー部に所属。関学クラブの一員として1929年10月および1930年2月に開催された2度のア式蹴球全國優勝競技會（第9回天皇杯全日本サッカー選手権大会および第10回天皇杯全日本サッカー選手権大会）で後藤靱雄らと共に2大会連続で優勝した。そのプレースタイルは地味ながらもシュート力は正確無比であった。
1932年3月に卒業 して、湯浅蓄電池製造（現在のジーエス・ユアサコーポレーション）に入社。1934年5月に開催された第10回極東選手権競技大会のサッカー日本代表に選出され、オランダ領東インド代表戦など3試合に出場した。
現役を引退後は社業に専念。1949年11月に湯浅蓄電池製造の取締役、1953年8月に同社常務取締役（兼業務部長）、1954年5月に湯浅乾電池（1954年9月に湯浅蓄電池製造と合併して湯浅電池）の常務取締役、1957年3月には蓄電池事業部の部長を委嘱、1966年11月に湯浅電池の専務取締役を夫々歴任した。
絵を愛し、時間のあるときは自宅アトリエで油絵を描いていた。全国天皇杯実行委員会副委員長の依頼で第52回全国天皇杯の1972年から1991年まで天皇杯全日本サッカー選手権大会のパンフレットの表紙絵を19年間に渡り描いていた。堺井氏の絵は財界人絵画展などにもたびたび出展されていた。
1996年6月3日、兵庫県西宮市で肺炎により死去した。

## 代表歴

### 出場大会
- 第10回極東選手権競技大会

### 試合数
- 国際Aマッチ 3試合 0得点(1934)

| 日本代表 | 国際Aマッチ | 国際Aマッチ | その他 | その他 | 期間通算 | 期間通算 |
| 年       | 出場        | 得点        | 出場   | 得点   | 出場     | 得点     |
| -------- | ----------- | ----------- | ------ | ------ | -------- | -------- |
| 1934     | 3           | 0           | 0      | 0      | 3        | 0        |
| 通算     | 3           | 0           | 0      | 0      | 3        | 0        |

### 出場
| No. | 開催日         | 開催都市 | スタジアム | 対戦相手           | 結果 | 監督     | 大会       |
| --- | -------------- | -------- | ---------- | ------------------ | ---- | -------- | ---------- |
| 1.  | 1934年05月13日 | マニラ   |            | オランダ領東インド | ●1-7 | 竹腰重丸 | 極東選手権 |
| 2.  | 1934年05月15日 | マニラ   |            | フィリピン         | ○4-3 | 竹腰重丸 | 極東選手権 |
| 3.  | 1934年05月20日 | マニラ   |            | 中華民国           | ●3-4 | 竹腰重丸 | 極東選手権 |